# Troisvilles
Troisvilles ist eine französische Gemeinde mit 808 Einwohnern (Stand: 1. Januar 2022) im Département Nord in der Region Hauts-de-France. Sie gehört zum Arrondissement Cambrai und ist Mitglied im Gemeindeverband Communauté d’agglomération du Caudrésis et du Catésis. Die Bewohner nennen sich Troisvillois und Troisvilloises.

## Geografie
Die Gemeinde Troisvilles liegt sam Erclin, circa 18 Kilometer südöstlich von Cambrai und ca. 33 Kilometer nordnordöstlich von Saint-Quentin. Sie grenzt im Norden an Inchy, im Nordosten an Neuvilly, im Osten an Le Cateau-Cambrésis, im Süden an Reumont, im Südwesten an Bertry und im Nordwesten an Caudry und Beaumont-en-Cambrésis. Troisvilles ist Teil des 27. Sektors (Strecke Troisvilles–Inchy) des Radrennens Paris–Roubaix.

## Bevölkerungsentwicklung
| Jahr                              | 1962 | 1968 | 1975 | 1982 | 1990 | 1999 | 2010 | 2021 |
| Einwohner                         | 965  | 1002 | 926  | 804  | 762  | 782  | 823  | 809  |
| Quellen: Cassini, EHESS und INSEE |      |      |      |      |      |      |      |      |

## Kultur und Sehenswürdigkeiten
- Kirche Saint-Martin
- Wasserturm

### Folklore und Karneval
Die Géants de Troisvilles (deutsch: Giganten von Troisvilles) gehören zu in Nordfrankreich und im benachbarten Belgien auf Festen verbreiteten traditionellen Riesenfiguren (Géants du Nord). Seit 2005 werden die Aufführungen von der UNESCO unter dem Titel Prozessionen der Riesen und Drachen aus Belgien und Frankreich als Meisterwerke des mündlichen und immateriellen Erbes der Menschheit geführt. Die Figuren aus Troisvilles heißen Thomas le Mousquetaire (Thomas der Musketier, seit 1999) und Adélaïde (seit 2006).

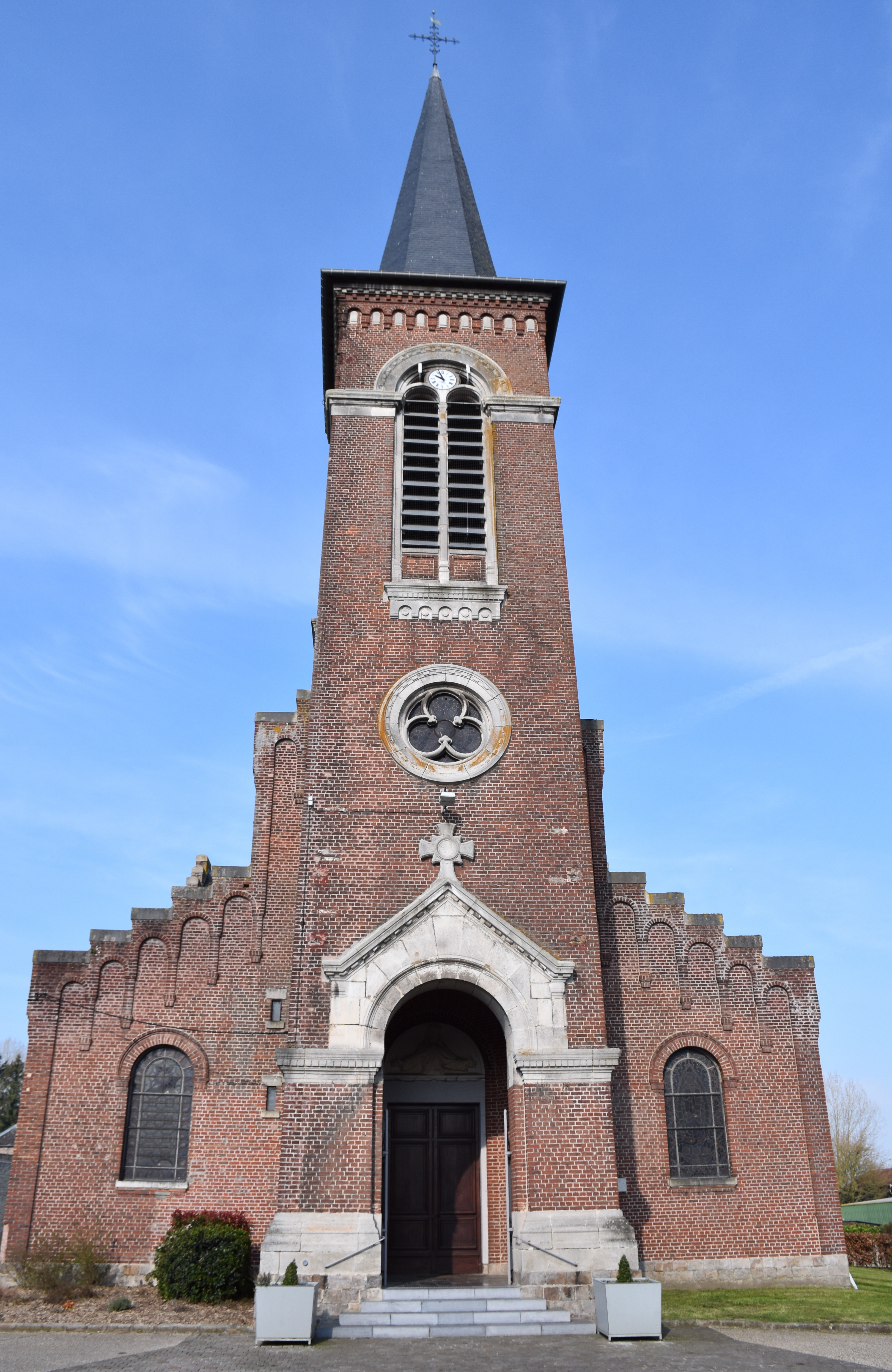
Kirche Saint-Martin
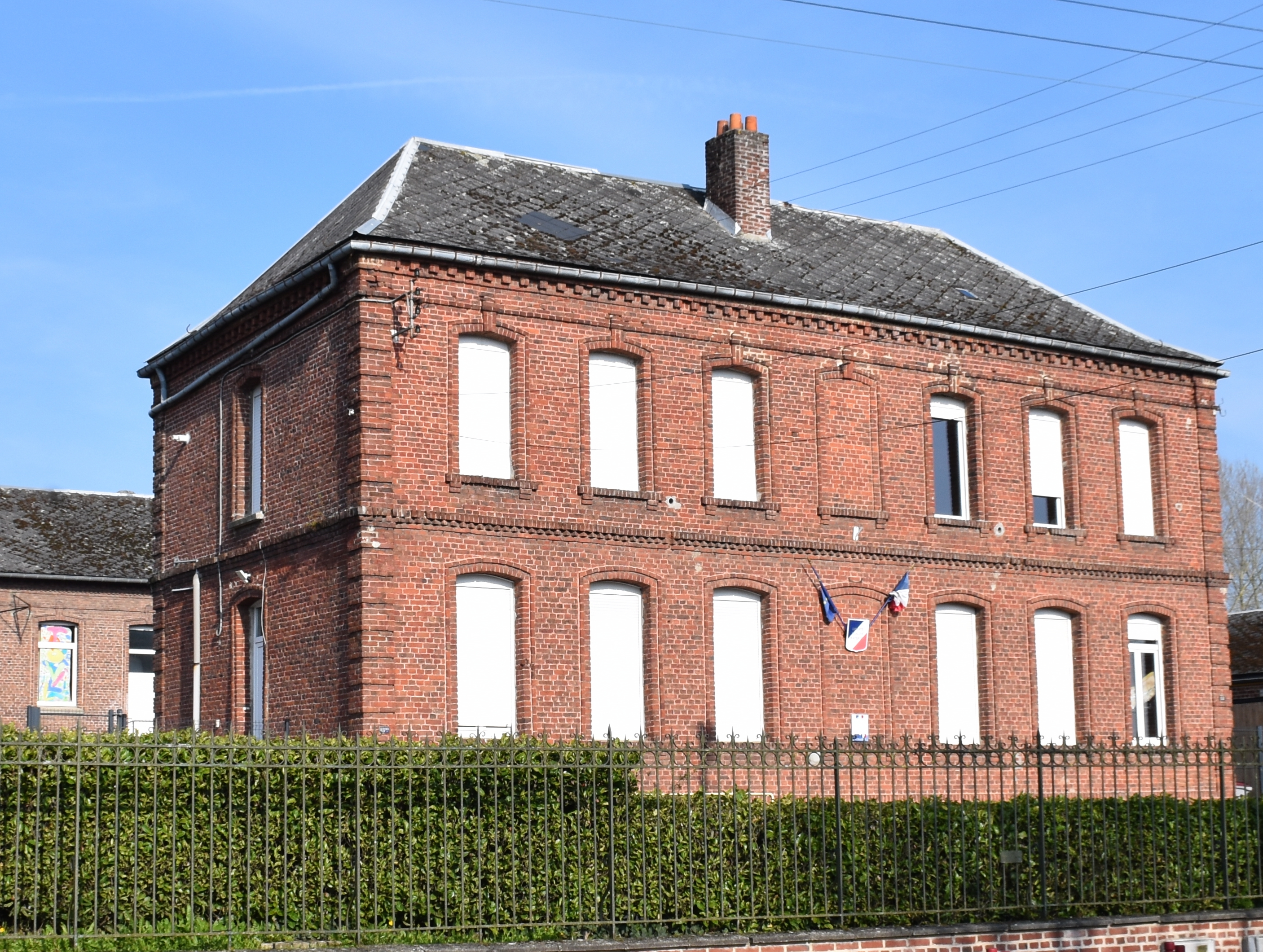
Rathaus (mairie)
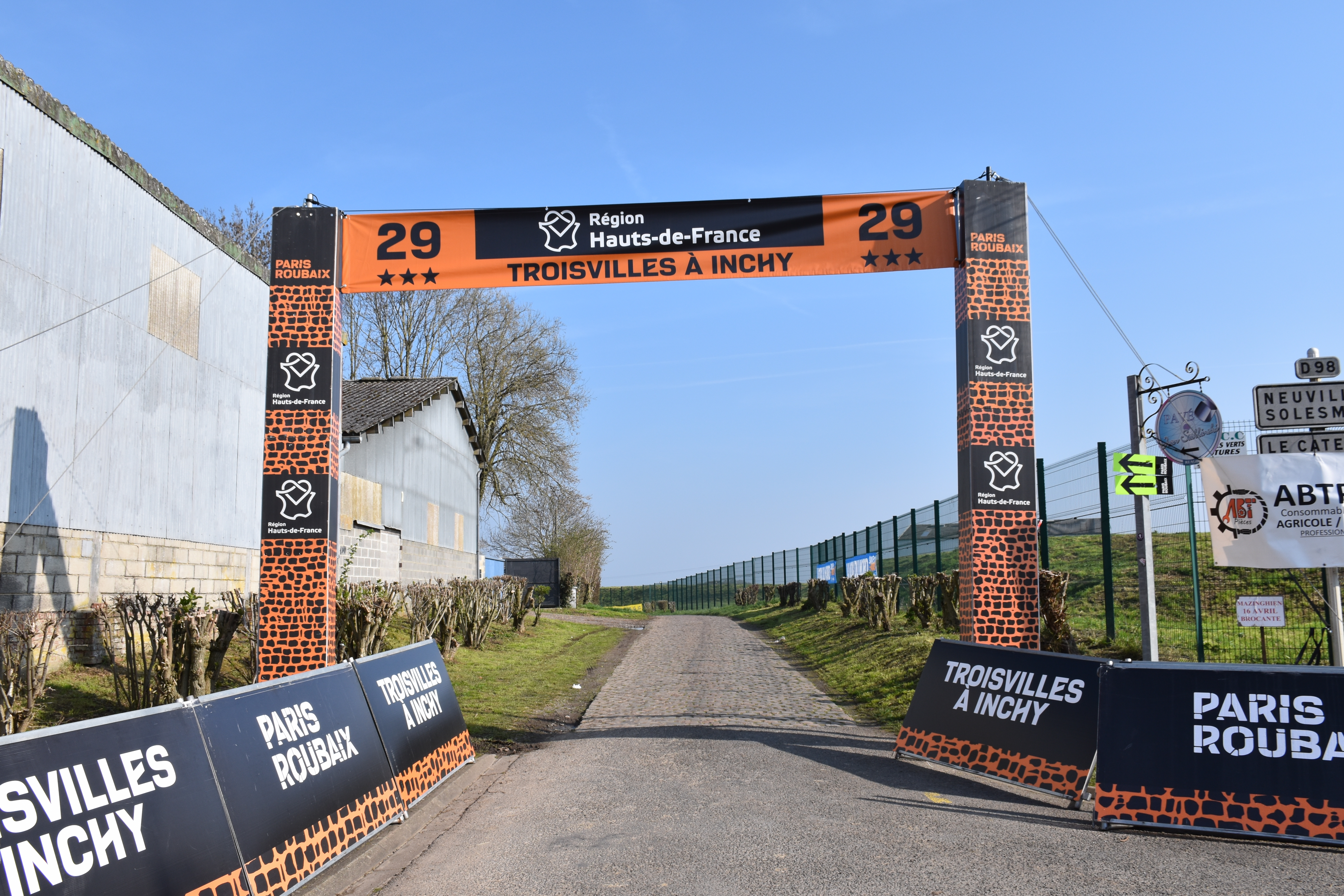
Kopfsteinpflaster-Sektor des Radrennens Paris-Roubaix
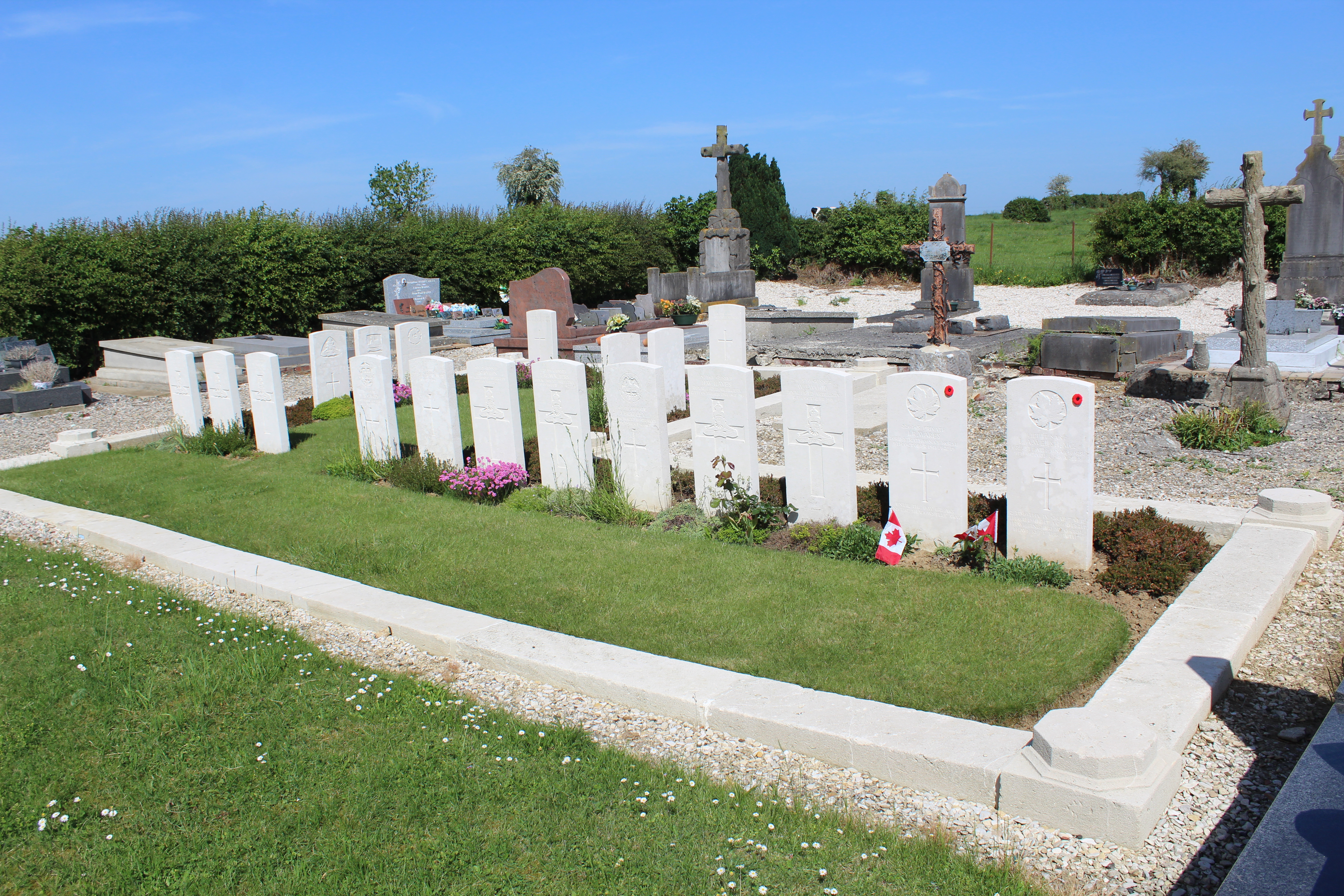
Soldatenfriedhof des Commonwealth
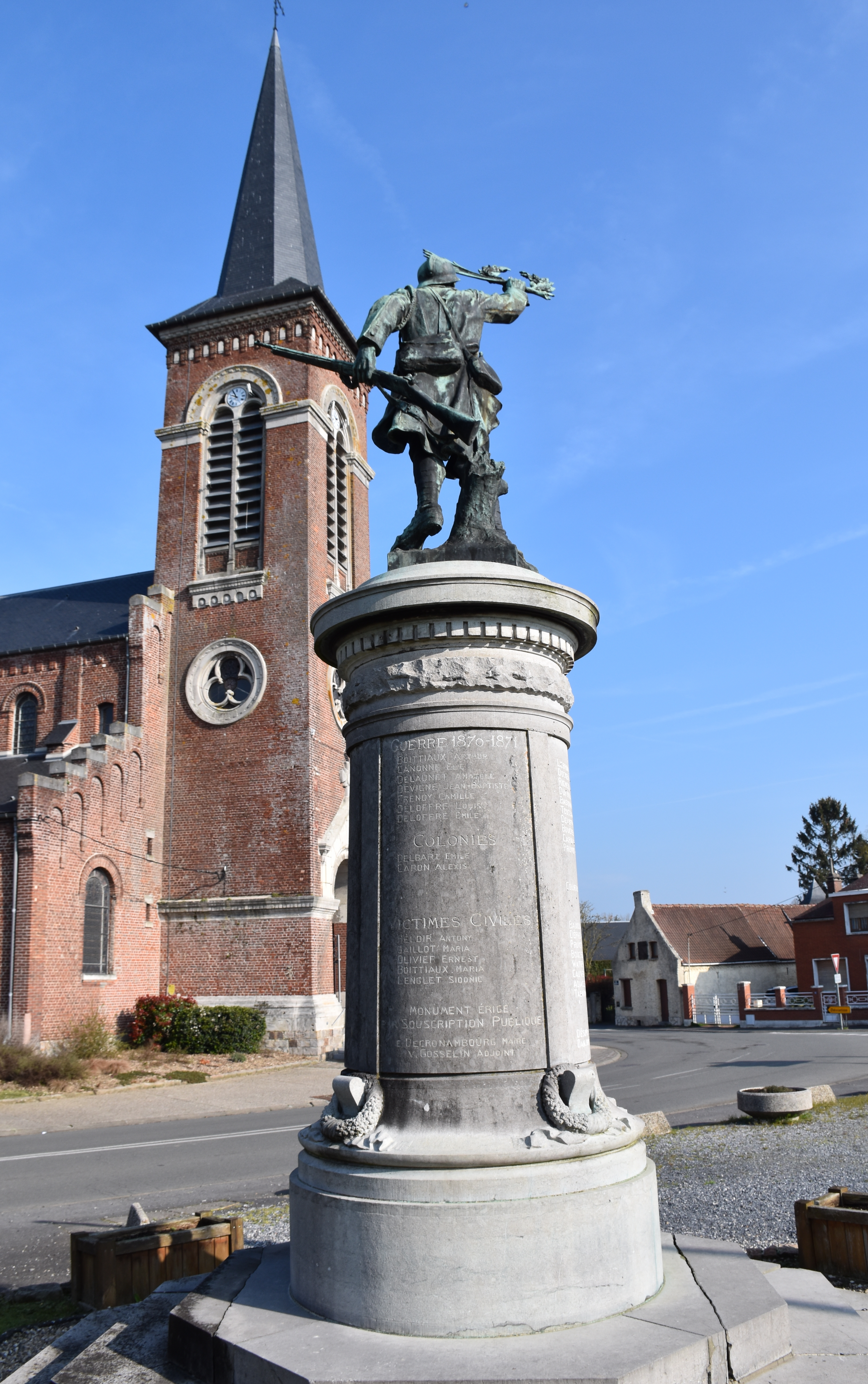
Gefallenendenkmal
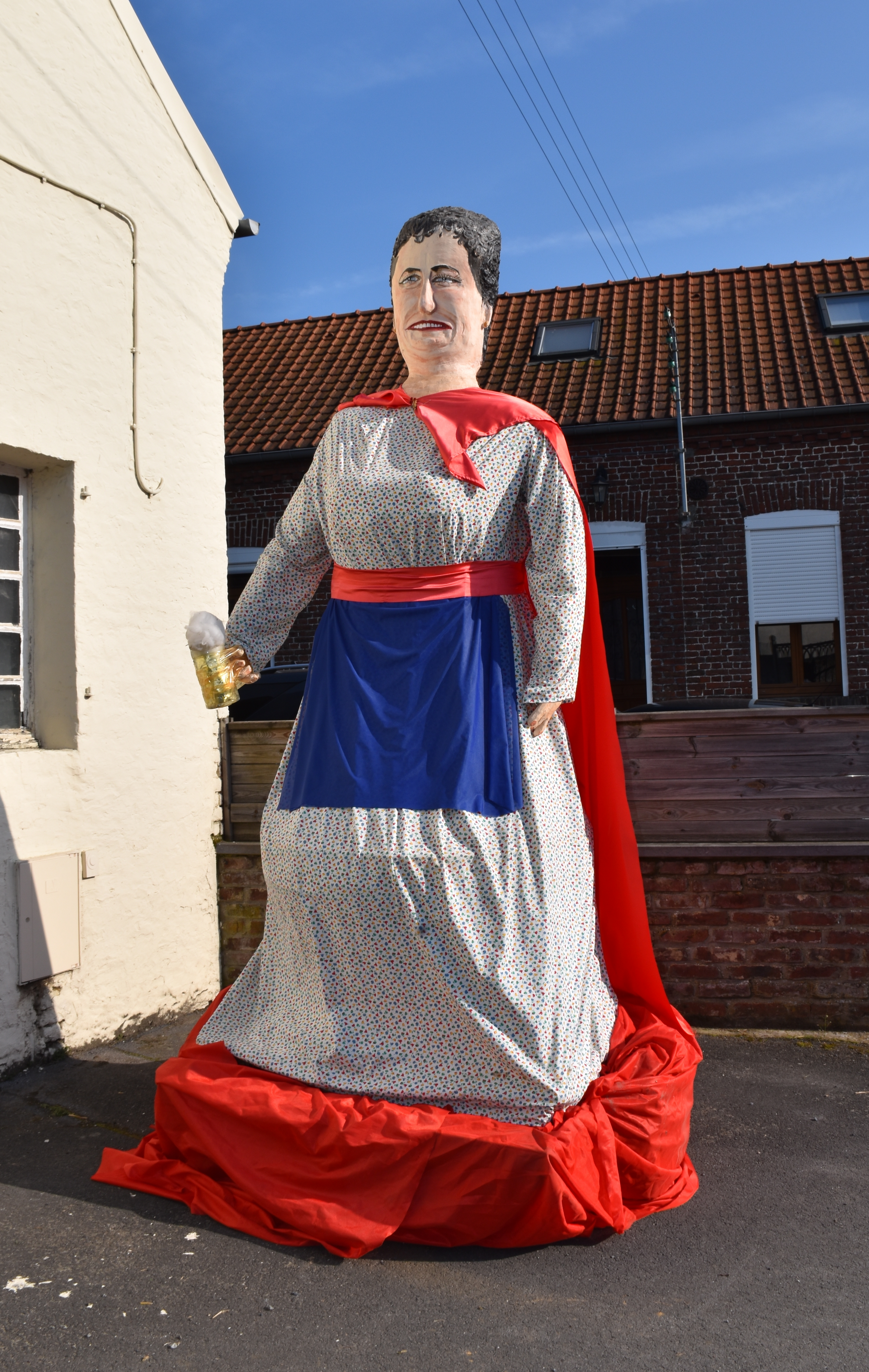
Riesenfigur in Troisvilles
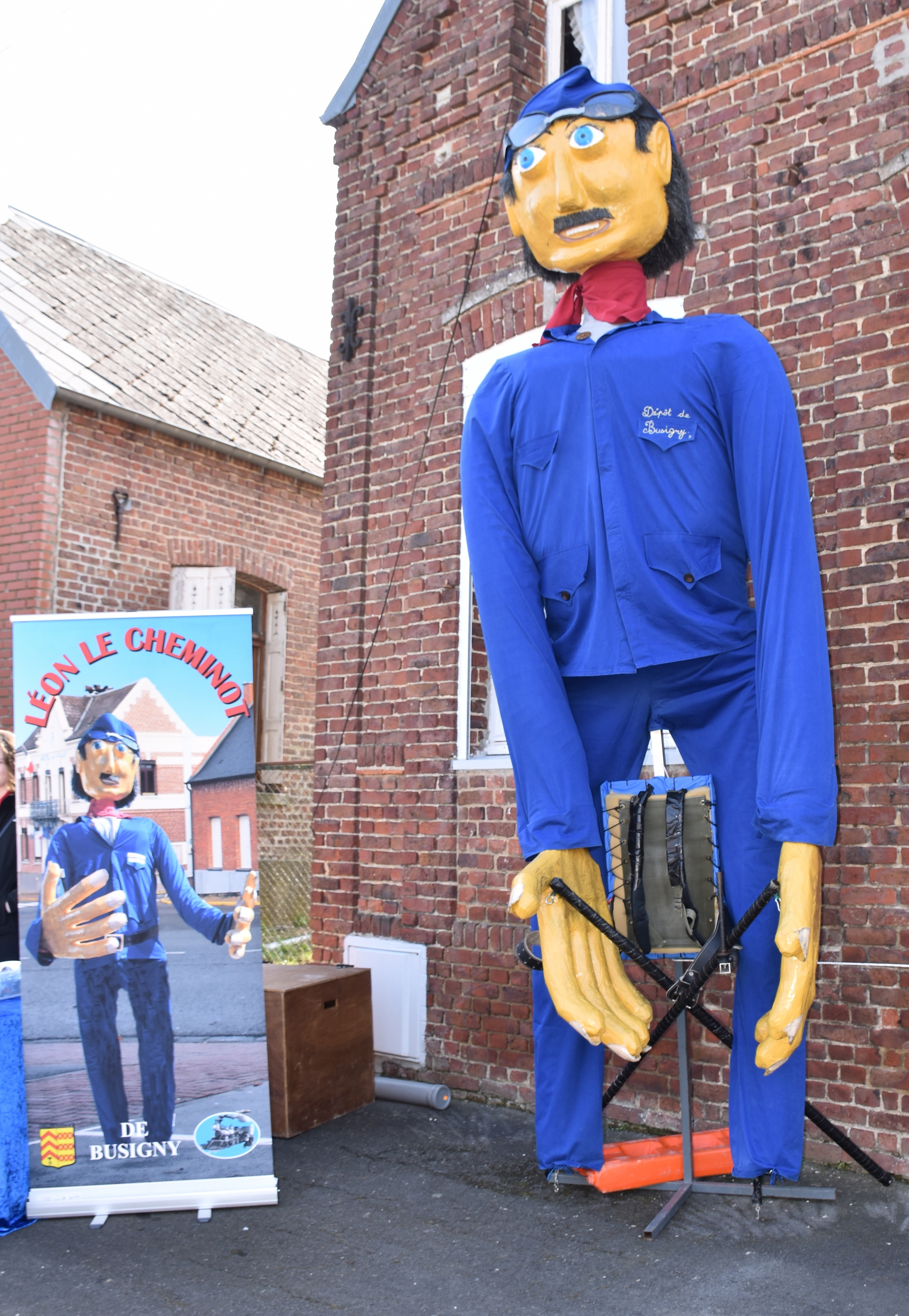
Riesenfigur „Léon der Eisenbahner“ in Troisvilles